# کوه تاپر
کوه تاپر (به انگلیسی: Mount Tupper) یک کوه در کانادا است که در بریتیش کلمبیا واقع شده‌است. کوه تاپر ۲٬۸۰۴ متر بالاتر از سطح دریا واقع شده‌است.